# بطن انتهایی
بطن انتهایی یا بطن پنجم، وسیع‌ترین قسمت مجرای مرکزی طناب نخاعی است که در سطح مخروط انتهایی یا نزدیک به آن واقع شده‌است. مجرای مرکزی طناب نخاعی مانند یک بطن انتهایی دوکی شکل اتساع می‌یابد که طول آن در سطح مخروط انتهایی تقریباً ۸ الی ۱۰ میلی‌متر است. این بطن که بخش متسع انتهای مجرای مرکزی است، در تمام دوران حیات باقی می‌ماند.

## تاریخچه
اولین بار Stilling در سال ۱۸۵۹ بطن انتهایی را توصیف کرد. در سال ۱۸۷۵، Krause، بطن انتهایی را به عنوان یک ساختار بطنی حقیقی شناخت که توسط سلول‌های اپندیمی مژه دار احاطه می‌شد.
او پس از مشاهده سلول‌های اپندیمی طبیعی، اصطلاح بطن پنجم را مرسوم کرد.  Krause، این بطن را به همه بزرگسالان مربوط ساخت، ولی اشاره کرد که بطن انتهایی در میانسالی کوچکترین و در ابتدای کودکی و پیری وسیع‌ترین حالت را دارد.
Kernohan در سال ۱۹۲۴ جزئیات منشاء و سیر تکاملی ساختار بطن انتهایی را توصیف کرد که به‌طور طبیعی در همه افراد طی رشد جنینی وجود دارد.

## کشف و تشخیص
اگرچه بطن انتهایی در جنین و کودکان قابل مشاهده‌است، اما معمولاً در بزرگسالان حضور ندارد. این بطن ممکن است از طریق ام آر آی یا سونوگرافی در کودکان کمتر از پنج سال قابل مشاهده باشد. انجام ام آر آی معمولاً جهت رویتش مفید است.
شواهد حاصل از ام آر آی در سطح مخروط انتهایی در شرایط پاتولوژیک ممکن است درارتباط با موارد زیر باشد:
- مهره‌شکاف (مانند مننگوسل و مننگومیلوسل)
- تومورهای مخروط انتهایی
- سندرم آرنولد کیاری
- هیدرومیلی. در هیدرومیلی، اتساع مجرای مرکزی طناب نخاعی به واسطه افزایش مایع مغزی-نخاعی اتفاق می‌افتد.[۶]
- سیرنگومیلی
- سیرنگوهیدرومیلی. این بیماری به مجموعه سیرنگومیلی و هیدرومیلی گفته می‌شود.[۶]
- سندرم طناب گیرافتاده (Tethered cord syndrome)
- کیست‌های مخروط انتهایی

در مواردی خاص، بطن انتهایی ممکن است به علت اتساع ناشی از افزایش مایع مغزی-نخاعی، علایم بالینی ایجاد کند.